# Garganta de Gredos
La garganta de Gredos es un curso de agua en la parte central de la Sierra de Gredos, provincia de Ávila, España. Nace en el término municipal de Navalperal de Tormes, en la laguna Grande de Gredos a unos 1940 m s. n. m. Desemboca en el río Tormes, tributario del Duero junto a la localidad de Navalperal de Tormes.
La totalidad de su curso se encuentra dentro del área de protección del parque regional de la Sierra de Gredos.

## Descripción
Esta garganta posee varios cotos de pesca sin muerte de truchas, así como pozas naturales de aguas cristalinas en las que es posible el baño. 
Son afluentes de esta garganta por el oeste:
- El Gargantón, a una altitud de unos 1750 m s. n. m.
- Garganta del Pinar, a una altitud de unos 1275 m s. n. m., cerca de la desembocadura en el río Tormes

Son afluentes de esta garganta por el este:
- Garganta de las Pozas, a una altitud de unos 1480 m s. n. m., junto al puente de Roncesvalles.